# Kaatiainen
Kaatiainen este o arie protejată (arie de protecție specială avifaunistică — SPA) din Finlanda întinsă pe o suprafață de 97 ha, integral pe uscat.

## Localizare
Centrul sitului Kaatiainen este situat la coordonatele 63°56′15″N 26°54′06″E / 63.9375°N 26.9017°E.

## Înființare
Situl Kaatiainen a fost declarat arie de protecție specială avifaunistică în august 1998 pentru a proteja 10 specii de animale.

## Biodiversitate
Situată în ecoregiunea boreală, aria protejată nu include niciun habitat protejat.
La baza desemnării sitului se află mai multe specii protejate de  păsări (10): rață sulițar (Anas acuta), rața moțată (Aythya fuligula), lebădă de iarnă (Cygnus cygnus), Hydrocoloeus minutus, pescăruș râzător (Larus ridibundus), codobatura galbenă (Motacilla flava), corcodel-urechiat (Podiceps auritus), Spatula clypeata, rață cârâitoare (Spatula querquedula), fluierar de mlaștină (Tringa glareola).
Pe lângă speciile protejate, pe teritoriul sitului au mai fost identificate 12 specii de păsări.